# Communauté de communes du Val de Joux
Die  Communauté de communes du Val de Joux  ist ein ehemaliger französischer Gemeindeverband (Communauté de communes) im Département Saône-et-Loire und der Region Burgund. Er wurde am 26. Dezember 2002 gegründet. 2014 fusionierte der Gemeindeverband mit der Communauté de communes Nord Charolais und der Communauté de communes du Canton de Charolais und bildeten damit die Communauté de communes du Charolais.
1. Ballore
2. Beaubery
3. Chiddes
4. Mornay
5. Saint-Bonnet-de-Joux
6. Suin
7. Verosvres

## Quelle
- Le SPLAF - (Website zur Bevölkerung und Verwaltungsgrenzen in Frankreich (frz.))